# XXIIIe congrès du Parti communiste français
Le XXIIIe congrès du PCF s'est tenu à Saint-Ouen, du 9 au 13 mai 1979.

## Résolutions
- Rapport de Georges Marchais qui met l'accent sur l'appartenance du PCF au mouvement communiste international.
- Début de libéralisation des statuts du Parti.

## Membres de la direction

### Bureau politique
- Titulaires : Gustave Ansart, Mireille Bertrand, Jean Colpin, Charles Fiterman, Maxime Gremetz, Guy Hermier, Henri Krasucki, André Lajoinie, Paul Laurent, Roland Leroy, Georges Marchais, René Piquet, Gaston Plissonnier, Claude Poperen, Georges Séguy, Madeleine Vincent, Philippe Herzog, Pierre Juquin, Francette Lazard, René Leguen, Gisèle Moreau

### Secrétariat du Comité central
- Georges Marchais (secrétaire général du Parti), Jean Colpin, Charles Fiterman, Paul Laurent, Gaston Plissonnier, Maxime Gremetz, Gisèle Moreau